# Cafè Flesh
Café Flesh è un film pornografico del 1982, diretto da Rinse Dream ed interpretato da Michelle Bauer